# Paragaleodes occidentalis
Paragaleodes occidentalis är en spindeldjursart som först beskrevs av Simon 1885.  Paragaleodes occidentalis ingår i släktet Paragaleodes och familjen Galeodidae. Inga underarter finns listade i Catalogue of Life.